# Hallaxa gilva
Hallaxa gilva is een slakkensoort uit de familie van de Actinocyclidae. De wetenschappelijke naam van de soort is voor het eerst geldig gepubliceerd in 1987 door Miller.